# پیروزی اردن
پیروزی اردن (انگلیسی: Jordan Flores؛ زادهٔ ۴ اکتبر ۱۹۹۵) بازیکن فوتبال اهل بریتانیا است.
از باشگاه‌هایی که در آن بازی کرده‌است می‌توان به باشگاه فوتبال ویگان اتلتیک اشاره کرد.